# Тасар (авиабаза)
Авиабаза Тасар (англ. Taszár Air Base), (ИКАО: LHTA) — военная авиабаза, расположенная близ деревни Тасар (Шомодь, Венгрия). Находится в 10 километрах к востоку от города Капошвар.

## История
Аэродром был построен в 1949 году. Несколько лет спустя была возведена новая взлётно-посадочная полоса с твёрдым покрытием, после чего аэродром использовался в качестве авиабазы 50-го авиационного истребительного полка Венгрии.
С 1 марта 1952 года на аэродроме базировалось управление 330-й истребительной авиационной дивизии и 116-й Измаильский орденов Суворова и Кутузова истребительный авиационный полк на самолетах МиГ-15. В период с 15 марта по 20 ноября 1952 года полк занимался обучением лётчиков ВВС Венгрии полетам на самолетах МиГ-15. В ноябре 1952 года 330-я истребительная авиационная дивизия перебазировалась с аэродрома в Австрию на аэродром Штрасхоф-ан-дер-Нордбан.
1 сентября 1958 года Министерство обороны Венгрии приняло решение о реструктуризации Военно-воздушных сил страны, и со следующего года авиабаза Тасар стала использоваться 31-м авиационным истребительным полком. В том же 1959 году база приняла новые МиГ-19, а в 1962 году — МиГ-21.
С декабря 1995 года авиабаза Тасар стала основным перевалочным пунктом американских сил, проводивших военные действия на Балканах. Авиабаза располагалась наиболее близко к Балканам и была удобна для стратегической авиации в силу её близости к целевым объектам и наличия развитой вспомогательной инфраструктуры в виде железнодорожных и автомобильных подъездных путей.
30 июня 2004 года на авиабазе был спущен флаг США, американское военное присутствие в Венгрии подошло к концу.
По состоянию на апрель 2011 года авиабаза Тасар не используется..

## Инфраструктура
Авиабаза Тасар расположена на высоте 156 метров над уровнем моря и эксплуатирует одну взлётно-посадочную полосу:
- 16/34 размерами 2500х70 метров с бетонным покрытием[1].